# Paco Olmos
Pour les articles homonymes, voir Olmos.
Francisco Olmos Hernández, connu sous le nom de Paco Olmos, né le 10 juillet 1970, à Valence, en Espagne, est un entraîneur espagnol de basket-ball. 

## Palmarès
- Coupe ULEB 2003
- Finaliste du championnat des Amériques 2013